# Папий Иерапольский
Па́пий Иера́польский или Гиера́польский (греч. Παπίας; ок. 70 — 155 (165), Смирна) — раннехристианский святой, писатель, один из апостольских мужей.
Евсевий Кесарийский называет Папия епископом Иераполя во Фригии. Папий является автором не дошедшего до нас пятитомного труда «Изложение изречений Господних» (греч. Κυριακῶν λογίων ἐξηγήσις). Источником книги Папия были рассказы «старцев», очевидцев земной жизни Иисуса Христа. Так, согласно свидетельству Иринея, он лично знал Иоанна Богослова и был дружен с Поликарпом. По словам Папия, некоторые из приведённых им рассказов он слышал от живших в Иераполе дочерей апостола Филиппа. Сообщения Папия проливают бесценный свет на ранние годы существования христианства; в числе прочего он упоминает Евангелие от Матфея на арамейском языке.
Сочинение Папия хорошо известно было ещё в Средние века, в частности, его цитирует в своей «Истории Милана» Джованни да Черменате (1317—1322), однако до наших дней оно дошло лишь в виде фрагментов и цитат в произведениях других авторов. То обстоятельство, что работы Папия уже к четвёртому веку существовали лишь в отдельных фрагментах, могло быть вызвано подлинностью его хилиастических взглядов, указанных Евсевием Памфилом в Церковной истории. Хотя тот и относился к нему с известным предубеждением.
Папий умер в 155 или в 165 году в городе Смирна. В православной и католической церквях Папий почитается в качестве святого (память в православной церкви 22 февраля (7 марта), в католической церкви — 22 февраля).